# Wolfsschlucht (Landschaftsschutzgebiet)
Die Wolfsschlucht ist ein vom Landratsamt Münsingen am 31. Mai 1955 durch Verordnung ausgewiesenes Landschaftsschutzgebiet auf dem Gebiet der Stadt Bad Urach.

## Lage
Das nur 1,4 Hektar große Landschaftsschutzgebiet liegt westlich des Stadtteils Wittlingen im Tal des Wittlinger Bachs. Es gehört zum Naturraum Mittlere Kuppenalb.

## Landschaftscharakter
Die Wolfsschlucht ist, wie das gesamte Tal, bewaldet. Es handelt sich um einen tief in den anstehenden Oberen Massenkalk eingeschnittenen, schluchtartigen Talabschnitt mit von zahlreichen offenen Felsformationen durchsetzten Block- und Schluchtwaldbeständen. Die Wolfschlucht ist von einem Wanderpfad erschlossen.

## Zusammenhängende Schutzgebiete
Die Wolfschluchtfelsen sind als geschützter Geotop erfasst. Die Wolfsschlucht liegt darüber hinaus im FFH-Gebiet Uracher Talspinne, im Vogelschutzgebiet Mittlere Schwäbische Alb und in der Pflegezone des Biosphärengebiets Schwäbische Alb.